# Кјозе (Ђенова)
Кјозе је насеље у Италији у округу Ђенова, региону Лигурија.
Према процени из 2011. у насељу је живело 217 становника. Насеље се налази на надморској висини од 394 м.